# Londoner Schuldenkonferenz
Die Konferenz zur Regelung der Auslandsschulden vom 28. Februar bis 8. August 1952 verhandelte die Auslandsschulden der Bundesrepublik Deutschland mit ihren Gläubigern und führte zum multilateralen Londoner Schuldenabkommen. Über die Schulden, die auf die Wirtschaftshilfe aus der Nachkriegszeit zurückgingen, wurden zwischen der Bundesrepublik und den Gläubigerstaaten USA, Großbritannien, Frankreich und Dänemark bilaterale Rückzahlungsverträge geschlossen.

## Zur Vorgeschichte
Am 20. Juni 1948 trat in den drei westlichen Besatzungszonen Deutschlands eine Währungsreform in Kraft, ab 21. Juni war die Deutsche Mark alleiniges gesetzliches Zahlungsmittel. Der Wechselkurs der D-Mark zu allen damals bedeutenden Währungen war durch das Bretton-Woods-System weitgehend fixiert. Die Kurse des US-Dollar und des britischen Pfunds waren hoch; der Anreiz für Exporte in diese beiden Länder war also hoch (bzw. aus Sicht dieser Länder: der Anreiz zu Importen war hoch, weil diese – auch dank des Wechselkurses – so günstig waren).
1950 gab es in vielen Wirtschaftsbereichen noch Knappheiten, vor allem bei Roh- und Grundstoffen. Kohle, Stahl und elektrische Energie waren noch rationiert. Die Währungsreserven der Notenbank (damals Bank deutscher Länder, die Vorgängerin der Bundesbank) waren sehr gering.
Im Herbst 1950 brach in Deutschland eine Devisenkrise aus. Die Weltwirtschaft stand damals unter dem Einfluss des im Juni 1950 ausgebrochenen Koreakrieges (Preisinflation, Warenverknappung).

## Die Konferenz
Deutschland hatte Mitte 1952 die Devisenkrise vom Herbst 1950 lange überwunden; es war der Bank deutscher Länder und der damaligen Bundesregierung gelungen, trotz erheblicher Handelsbilanzüberschüsse die Inflation deutlich niedriger als in Frankreich und Großbritannien zu halten (noch kaum importierte Inflation). Die Inflation in diesen Ländern erhöhte den Nachfragesog nach Produkten aus Deutschland. Franc und Britisches Pfund waren schon 1952 überbewertet.
Die deutsche Delegation wurde vom Bankier Hermann Abs geleitet. Die noch junge Bundesrepublik erhielt passable Vertragsbedingungen; das Wirtschaftswunder ging weiter.
Abs konnte den Delegationen anderer Staaten glaubhaft machen, zu hohe Reparationsforderungen an Deutschland seien schon nach dem Ersten Weltkrieg einer der Hauptgründe für das Scheitern der Weimarer Republik gewesen.
Während die Modalitäten auf der Londoner Schuldenkonferenz ausgehandelt wurden, kam dem Argument, die Bundesrepublik Deutschland besitze wegen erheblicher Gebietsverluste – weil „wichtige Reichsteile weiter abgetrennt“ seien (Hermann Josef Abs) – nur begrenzt Zahlungsfähigkeit, eine bedeutende Rolle zu: Die territoriale Beschränkung der Herrschaftsgewalt der Bundesregierung müsse berücksichtigt werden. Bundeskanzler Konrad Adenauer hatte hierauf schon in der Schuldenerklärung vom 6. März 1951 verwiesen, und die Westmächte hatten dies in ihrer Antwortnote auch ausdrücklich bestätigt.
Reparationsfragen für Verluste und Schäden aus dem Zweiten Weltkrieg wurden in London nicht verhandelt. Nach damaligem Verständnis wären sie in einem späteren Friedensvertrag zu regeln gewesen. Bei der Wiedervereinigung Deutschlands 1990 wurde – aus verschiedenen Gründen – auf einen offiziellen Friedensvertrag verzichtet; der Zwei-plus-Vier-Vertrag trägt das Attribut „anstatt eines Friedensvertrages“.